# Ludovic Groguhe
Ludovic Groguhe (Schiltigheim, 21 luglio 1986) è un pugile francese, della categoria dei pesi mediomassimi.

## Biografia
Ha cominciato a combattere nel team del Dombasle Boxing Club, prendendo parte al primo incontro ufficiale riconosciuto dalla Federazione Pugilistica Francese all'età di 15 anni.

## Carriera pugilistica

### Campionati nazionali
È stato vice-campione francese nella categoria dei pesi mediomassimi nel 2009 e 2010.

### Risultati ai Mondiali

#### Baku 2011
È stato eliminato ai sedicesimi di finale nella categoria dei pesi massimi ai mondiali di Baku 2011.
- Sconfitto da Chouaib Bouloudinat ( Algeria) 12-17

### World Series of Boxing
Ha esordito alle World Series of Boxing con la squadra dei Paris United nella stagione 2010-2011, con i quali ha conquistato il titolo di campione delle WSB. Ha perso, invece, la finale individuale della categoria dei pesi mediomassimi contro l'algerino Abdelhafid Benchabla, della squadra sudcoreana dei Pohang Poseidons.
Nella stagione 2011-2012 ha combattuto per la squadra dei Dolce e Gabbana Milano Thunder nella categoria dei pesi mediomassimi.